# Волошка первинноперлинна
Волошка первинноперлинна (Centaurea protomargaritacea Klokov) — вид квітучих рослин роду волошка (Centaurea) родини айстрові (Asteraceae). Зникаючий ендемік, що росте на відкритих піщаних аренах лівого берега Бузького лиману. Знаходиться під інтенсивною дією антропогенного фактору.

## Біологічні особливості виду
Гемікриптофіт. Дворічник або озимий однорічник 40-130 см заввишки. Стебла прямостоячі, дуже розгалужені, як і листки негустопавутинисті. Листки пірчастосто-розсічені на вузьколінійні сегменти. Обгортки кошиків яйцеподібно-кулясті, придатки їх листочків жовтуваті або світло-коричневі, шовковисті з інтенсивніше забарвленою, коричневою центральною частиною. Зовнішні лійкоподібні квітки кошика світло-рожеві або рожеві; внутрішні, трубчасті, світло-рожеві або рожеві. Сім'янки чорнуваті з білуватими смужками по ребрах. Цвіте у червні-вересні. Плодоносить у серпні-жовтні. Розмножується насінням.

## Поширення та екологія виду
Вузьколокальний стенотопний ендемік, представник зникаючого комплексу нижньобузьких пісків. Росте на лівому березі Бузького лиману між Ожарською та Кривою косами, в лісових урочищах «Балабанівка» та «Галицинівка».
Волошка первинноперлинна росте на відкритих піщаних аренах на березі Бузького лиману. Вид знаходиться під інтенсивною дією антропогенного фактору. Ксерофіт. Псамофіт.
Популяції займають площу 10—15 га, локальні з компактно-дифузним типом розміщення рослин, чисельність — декілька десятків тисяч особин. Популяції нестабільні з негативною динамікою; в локалітетах на 100 м2 наявні (33) 90—105 (125) генеративних особин. Насіннєве поновлення на відкритих ділянках задовільне. Вид зникаючий через генетичну ізольованість популяцій, використання первинних оселищ виду під дачі, лісопосадки, негативний вплив Миколаївського глиноземного заводу.
Внаслідок широкомасштабного вторгнення Росії в Україну оселища ендемічних волошок опинились на межі вимирання.

## Режим охорони
Вид занесено до Червоної книги України. Охороняється у заказнику «Балабанівка», пам'ятці природи «Старогаліцинівська». Необхідне створення насіннєвих ділянок з наступною реінтродукцією виду в первинні біотопи, культивування в ботанічних садах, моніторинг популяцій, дотримання режиму охорони. Заборонено знищення первинних оселищ, створення лісових насаджень на галявинах і відкритих ділянках піщаного степу, збирання рослин.